# Гаон, Йорам
Йорам (Йегорам, Йехорам) Гаон (ивр. יהורם גאון‎; род. 28 декабря 1939, Иерусалим) — израильский певец и актёр. Лауреат Государственной премии Израиля в области песенного творчества на иврите и ладино (2004).

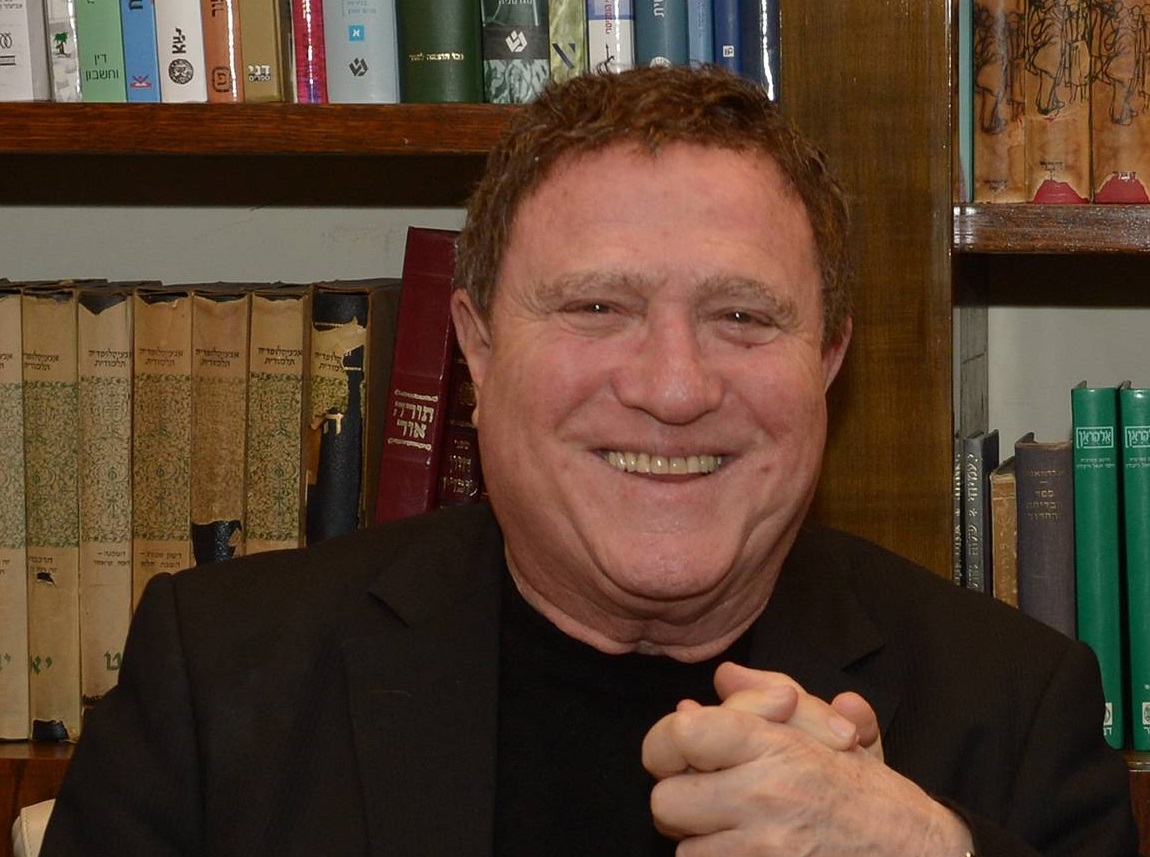
Йорам Гаон

## Биография
Родился в 1939 году в иерусалимском районе Бейт ха-Керем (англ. Beit Hakerem) в семье Моше-Давида и Сары Гаон. Его отец родился в Боснии (Австро-Венгерская империя) в 1889 году и после иммиграции в Палестину работал учителем иврита. Позже он был послан в Измир для преподавания иврита в еврейской общине. Там он познакомился со своей будущей женой Сарой Хаким. В дальнейшем пара перебралась в Палестину.
В 1957 году Гаон начинает службу в армии и зачисляется в ансамбль Нахаль, созданный в 1951 году из членов молодёжных движений и групп («гаръиним» ивр. גרעינים‎) Нахаль. Это было началом его актёрской и певческой карьеры.
На фестивале израильской песни В 1969 году две песни в исполнении Йорама Гаона заняли призовые места: первое место — Баллада о санитаре (стихи Дана Альмагора, музыка Эфи Нецера), второе место — «Дуб» (ивр. עץ האלון‎, стихи Йорама Тахарлева, музыка Мони Амарилио).

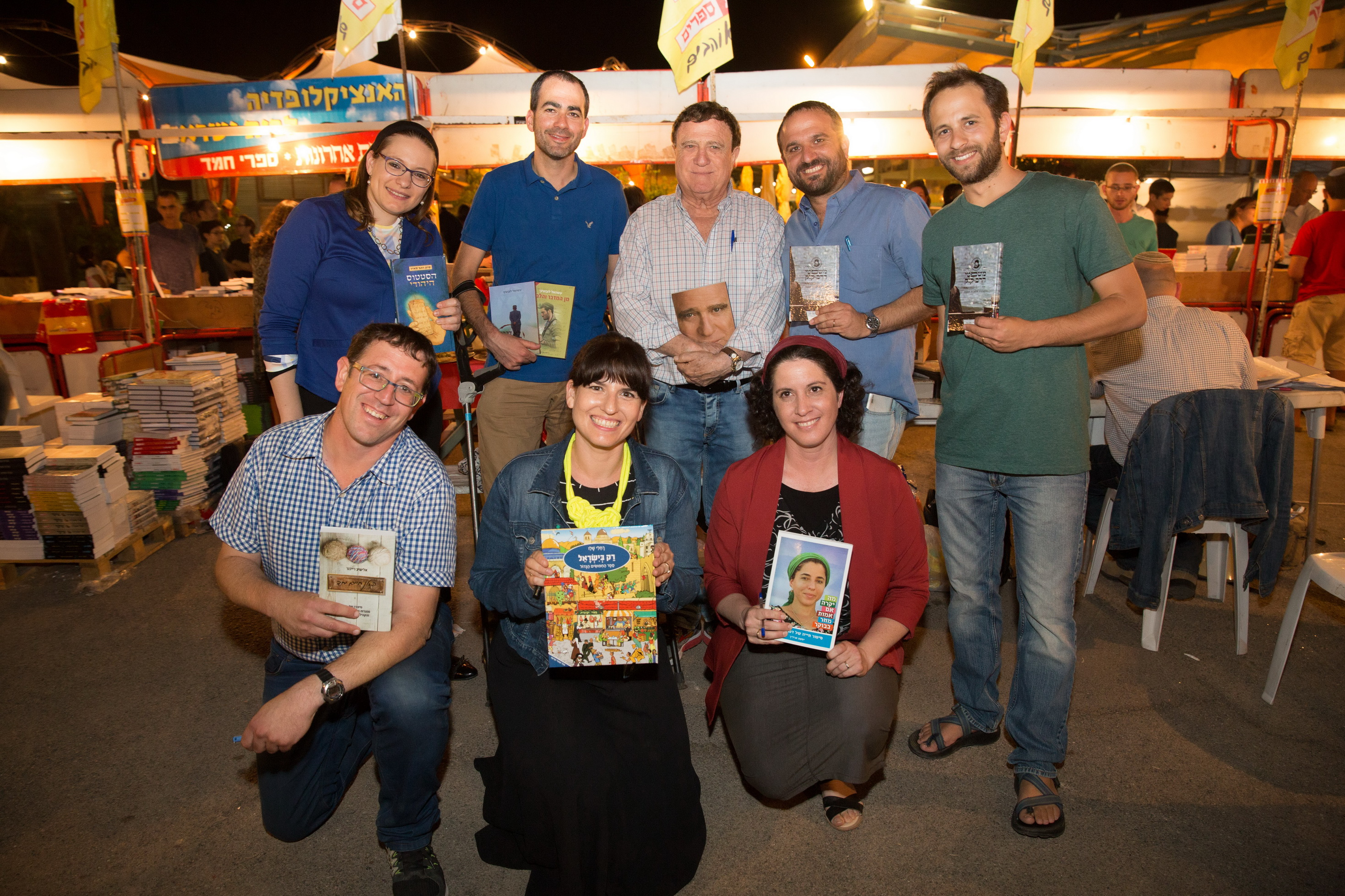
Асаэль Любоцкий, Йорам Гаон

В качестве актёра участвовал во многих израильских фильмах. В фильме 1989 года «Из Толедо в Иерусалим» (ивр. מטולדו לירושלים‎) исполняет на ладино еврейские религиозные песни и романсы, а также рассказывает об изгнании евреев из Испании.

## Фильмография
- 1974 — Казаблан
- 1977 — Операция «Йонатан»